# Yuke's
Yuke's (株式会社ユークス, Kabushiki-gaisha Yūkusu)  is een computerspelontwikkelaar gevestigd in Osaka. Het bedrijf is gespecialiseerd en voornamelijk bekend van hun spellen over het professioneel worstelen bekend onder de serienamen SmackDown!, SmackDown vs. Raw en WWE.
Naast de spellen over de WWE maakt Yuke's tegenwoordig ook spellen in de vechtsport UFC.

## Ontwikkelde spellen
| Release | Titel                                                          |
| ------- | -------------------------------------------------------------- |
| 1995    | Toukon Retsuden                                                |
| 1995    | Hermie Hopperhead: Scrap Panic                                 |
| 1996    | Power Move Pro Wrestling                                       |
| 1996    | Toukon Retsuden 2                                              |
| 1997    | Uchhannanchan no Honou no Challenge: Denryuu IraIra Bou        |
| 1997    | Toukon Retsuden 3: Arcade Edition                              |
| 1998    | Shin Nippon Pro Wrestling: Toukon Road - Brave Spirits         |
| 1998    | Toukon Retsuden 3                                              |
| 1998    | Soukaigi                                                       |
| 1998    | Shin Nippon Pro Wrestling: Toukon Road 2 - The Next Generation |
| 1999    | Evil Zone                                                      |
| 1999    | Last Legion UX                                                 |
| 1999    | Toukon Retsuden 4                                              |
| 1999    | The Pro Wrestling                                              |
| 1999    | Sword of the Berserk: Guts' Rage                               |
| 2000    | WWF SmackDown!                                                 |
| 2000    | WWF Royal Rumble                                               |
| 2000    | The Pro Wrestling 2                                            |
| 2000    | WWF SmackDown! 2: Know Your Role                               |
| 2001    | WWF SmackDown! Just Bring It                                   |
| 2002    | Edit Racing                                                    |
| 2002    | EOE: Eve of Extinction                                         |
| 2002    | WWE WrestleMania X8                                            |
| 2002    | WWE SmackDown! Shut Your Mouth                                 |
| 2003    | WWE WrestleMania XIX                                           |
| 2003    | WWE SmackDown! Here Comes the Pain                             |
| 2003    | Finding Nemo                                                   |
| 2004    | Haunted Mansion                                                |
| 2004    | Online Pro Wrestling                                           |
| 2004    | Aqua Kids                                                      |
| 2004    | Berserk: Millennium Falcon Hen Seima Senki no Shō              |
| 2004    | Finding Nemo 2                                                 |
| 2004    | WWE SmackDown! vs. Raw                                         |
| 2004    | WWE Day of Reckoning                                           |
| 2004    | Rumble Roses                                                   |
| 2005    | D1 Grand Prix                                                  |
| 2005    | WWE SmackDown! vs. Raw 2006                                    |
| 2005    | Wrestle Kingdom                                                |
| 2005    | WWE Day of Reckoning 2                                         |
| 2006    | The Dog: Happy Life                                            |
| 2006    | WWE SmackDown! vs. Raw 2007                                    |
| 2007    | Neves                                                          |
| 2007    | WWE SmackDown! vs. Raw 2008                                    |
| 2007    | Wrestle Kingdom 2                                              |
| 2007    | The Dog Island                                                 |
| 2008    | WWE SmackDown vs. Raw 2009                                     |
| 2008    | Gundam 00: Gundam Meisters                                     |
| 2008    | D1GP Arcade                                                    |
| 2009    | WWE Legends of WrestleMania                                    |
| 2009    | UFC 2009 Undisputed                                            |
| 2009    | WWE SmackDown vs. Raw 2010                                     |
| 2010    | UFC Undisputed 2010                                            |
| 2010    | WWE SmackDown vs. Raw 2011                                     |
| 2011    | WWE '12                                                        |
| 2011    | Real Steel                                                     |
| 2012    | UFC Undisputed 3                                               |
| 2012    | WWE '13                                                        |
| 2013    | Pacific Rim                                                    |
| 2013    | WWE 2K14                                                       |
| 2014    | WWE 2K15                                                       |
| 2015    | WWE 2K16                                                       |
| 2016    | WWE 2K17                                                       |
| 2017    | WWE 2K18                                                       |
| 2018    | WWE 2K19                                                       |
| 2019    | Earth Defense Force: Iron Rain                                 |